# 卡伊拉泰
卡伊拉泰（義大利語：Cairate），是意大利瓦雷泽省的一个市镇。总面积11平方公里，人口7836人，人口密度712.4人/平方公里（2009年）。国家统计（ISTAT）代码为012029。